# Station Kępka
Station Kępka is een spoorwegstation bij het gehucht Kępka ten noorden van de Poolse plaats Biesowice.